# William Owens
Ne doit pas être confondu avec William A. Owens.
William Owens, né le 15 mai 1840 à Lachute et mort le 8 juin 1917 à Westmount, est un homme politique québécois. Il est député à l'Assemblée législative du Québec de 1881 à 1891. En 1896, il est nommé au Sénat pour la division De Lanaudière sous la bannière conservatrice.

## Biographie
Owens est né à Lachute le 15 mai 1840 de Owen Owens et de Charlotte Lindley. Il travailla dans le commerce de son père fit des affaires dans le commerce du bois. Il devient propriétaire de l'entreprise, T. & W. Owens, avec son frère Thomas Owens. Il quitta l'entreprise en 1887, durant son mandat de député. Il sera plus tard propriétaire la seigneurie de la Petite-Nation de la famille Papineau à Montebello. Il y installera une ferme, des moulins et des scieries. Il sera aussi vice-président de la South Shore Railway.
Il occupa la fonction de maire de Chatham entre le 15 janvier 1872 et le 11 janvier 1875. De 1866 à 1883, il s'impliqua dans la milice volontaire et fut lieutenant du 11e bataillon des Rangers d'Argenteuil. 
En raison du scandale du Pacifique, le député John Joseph Caldwell Abbott est destitué de son poste de député fédéral du district d'Argenteuil. Owens se présente lors de l'élection partielle du 4 novembre 1874, mais il est défait par le libéral Lemuel Cushing (840 voix contre 736). Bien que cette élection fut annulée un an plus tard, Owen ne se représenta pas.
À l'élection québécoise de 1881, il se présente dans le district électoral de Argenteuil. Il est élu sous la bannière conservatrice par 889 voix contre 669 pour le libéral Francis Edward Gilman. Lors de l'élection suivante en 1886, il sera réélu par acclamation. Il tente de se faire réélire dans son district pour une troisième fois lors de l'élection de 1890. Il affronte avec succès le libéral William Alexander Weir (1 122 voix contre 	711). Owens ne terminera toutefois pas son mandat, car il démissionne le 20 février 1891 afin de se présenter à l'élection fédérale. Il sera toutefois, pour une deuxième fois, défait face à un libéral. Thomas Christie l'emporte avec 1 050 voix contre 848 pour Owens.
Sa carrière en politique fédérale n'était toutefois pas vaine, car en 1896, le premier ministre Mackenzie Bowell le nomme sénateur pour la division d'Inkerman. Il occupera ce poste jusqu'à sa mort.
Il décède à Westmount le 8 juin 1917 à l'âge de 77 ans.

## Hommages
La rue Owens à Montebello a été nommée en son honneur.

## Sources
- « William OWENS. (1840-1917) », Informations historiques. Les parlementaires depuis 1792., sur www.assnat.qc.ca, Assemblée nationale du Québec, 31 juillet 1992, mise à jour mai 2009 (consulté le 9 avril 2010)
- « OWENS, L'hon. William », Fiche parlementaire. Expérience fédérale., sur www.parl.gc.ca, Bibliothèque du Parlement, 13 janvier 2009 (consulté le 13 janvier 2009)
- Michel Cournoyer, « Owens (William) », sur www.memoireduquebec.com, La Mémoire du Québec, 9 décembre 2007 (consulté le 13 janvier 2009)